# Damjan Zlatnar
Damjan Zlatnar, slovenski atlet, * 16. december 1977, Ljubljana.
Zlatnarjeva glavna atletska disciplina je tek na 110 metrov z ovirami, kjer je bil dolga leta tudi nosilec slovenskega rekorda z rezultatom 13,56 s, ki ga je dosegel 19. junija 2007 v Novem mestu. Državni rekord je 29. 6. 2025 v Mariboru na ekipnem evropskem prvenstvu druge lige popravil Filip Jakob Demšar s časom 13,47 s.
Zlatnar je vsestranski atlet, ki poleg teka na 110 metrov z ovirami teče še na 200 metrov, 400 metrov, 60 metrov z ovirami, 400 metrov z ovirami, ostale discipline pa obsegajo še troskok, skok v daljino, skok v višino, skok s palico, met kopja, met diska ter suvanje krogle.
Za Slovenijo je Zlatnar nastopil na Poletnih olimpijskih igrah 2004 v Atenah ter na Poletnih olimpijskih igrah 2008 v Pekingu. V Atenah je s časom 13,66 na teku na 110 metrov z ovirami zasedel 32. mesto, v Pekingu pa je po preboju v četrtfinale svoj nastop odpovedal zaradi poškodbe ahilove tetive.